# Kerkhof van Zillebeke
Het Kerkhof van Zillebeke is een gemeentelijke begraafplaats in de West-Vlaamse gemeente Zillebeke. Het kerkhof is gelegen rond de Sint-Catharinakerk in het centrum van het dorp.

## Britse oorlogsgraven
Op het kerkhof liggen 32 Commonwealth gesneuvelden uit de Eerste Wereldoorlog. Het perk werd ontworpen door William Cowlishaw en heeft een oppervlakte van 743 m². Het ligt aan de noordzijde van de kerk.
Er liggen 27 geïdentificeerde slachtoffers waaronder 21 Britten en 6 Canadezen. Zes slachtoffers konden niet meer geïdentificeerd worden. Voor twee Britten werden Special Memorials opgericht omdat hun graven door artillerievuur vernietigd werden en niet meer gelokaliseerd konden worden. De graven worden onderhouden door de Commonwealth War Graves Commission en staan er geregistreerd als Zillebeke Churchyard.
Opvallend is dat er 17 officieren begraven liggen waarvan de luitenant-kolonels Arthur de Courcy Scott en Gordon Chesney Wilson de hoogste in rang zijn. Twee officieren hebben, volgens de wens van hun familie, een privaat graf.

### Onderscheiden militairen
- Gordon Chesney Wilson, luitenant-kolonel bij de Royal Horse Guards werd onderscheiden met de Royal Victorian Order (MVO).
- Robert Edward Rising, majoor bij het Gloucestershire Regiment werd onderscheiden met de Distinguished Service Order (DSO).